# ایستگاه راه‌آهن ونیز مستره
ایستگاه راه‌آهن ونیز مستره (ایتالیایی: Stazione di Venezia Mestre) یک ایستگاه راه‌آهن در شهر مستره در نزدیکی ونیز، ایتالیا است.
این ایستگاه که در سال ۱۸۴۲ تأسیس شده در رده نهم ایستگاه‌های پرتردد در ایتالیا با ۳۱ میلیون مسافر در سال قرار دارد.

## نگارخانه

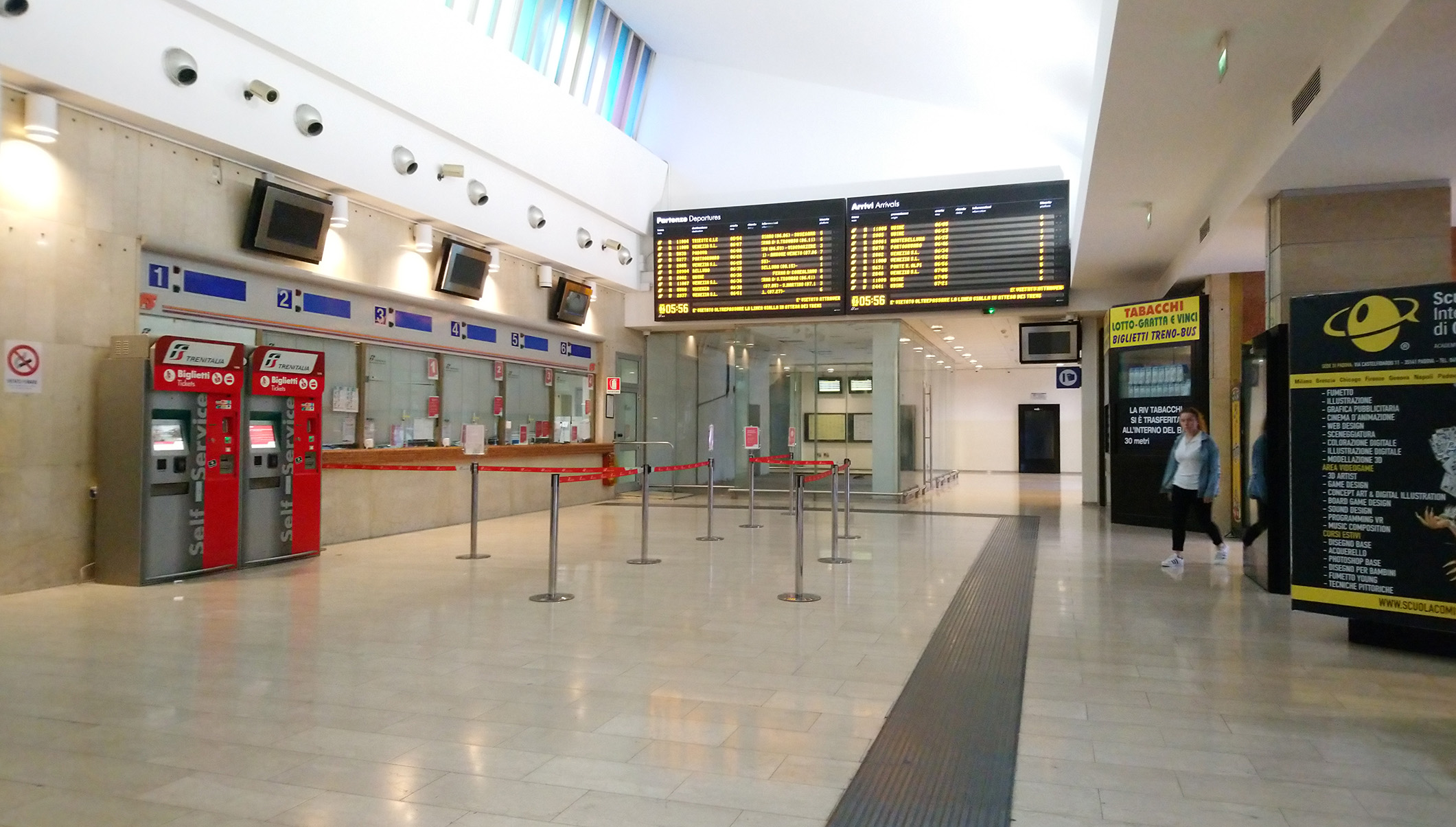
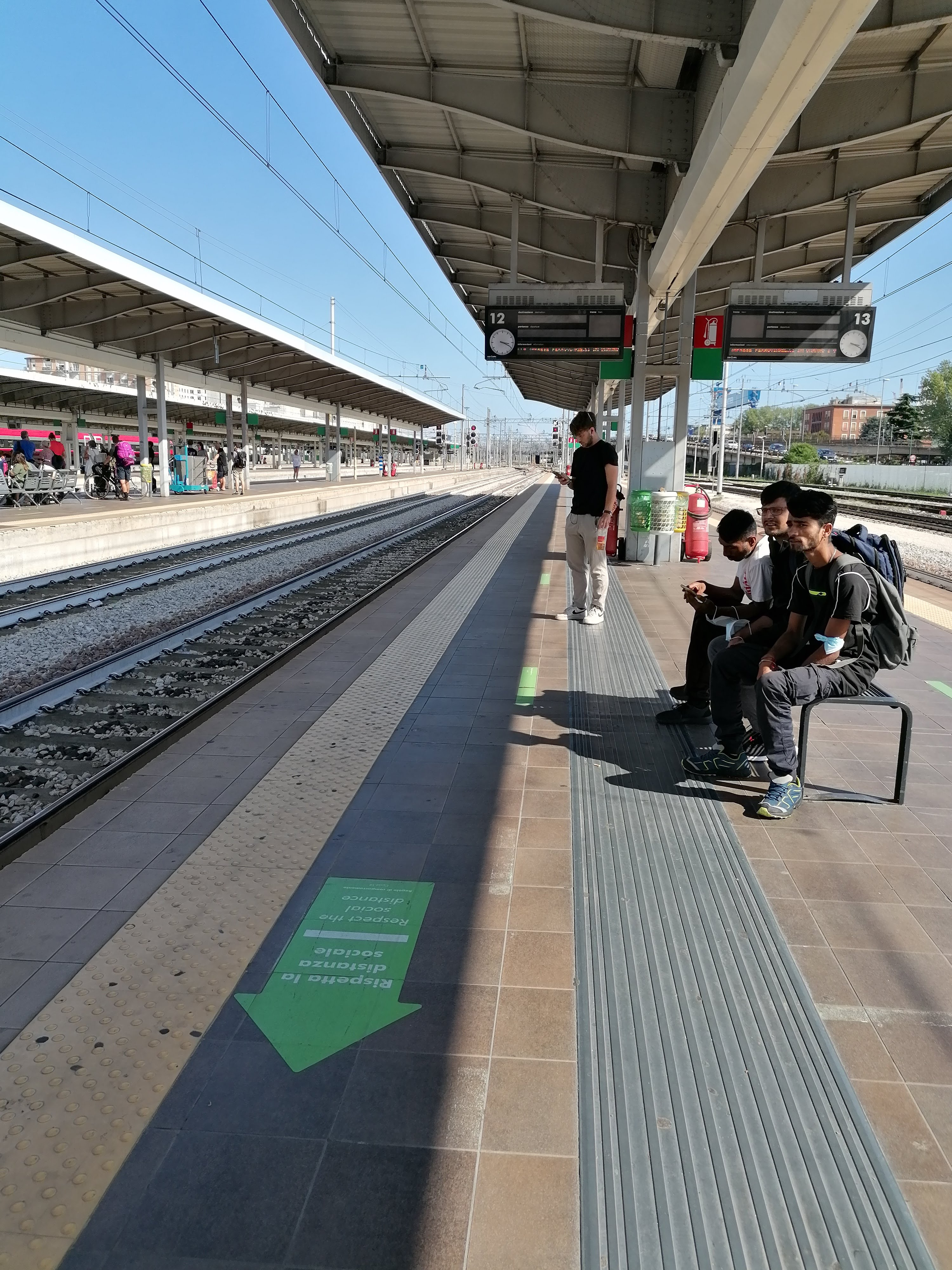
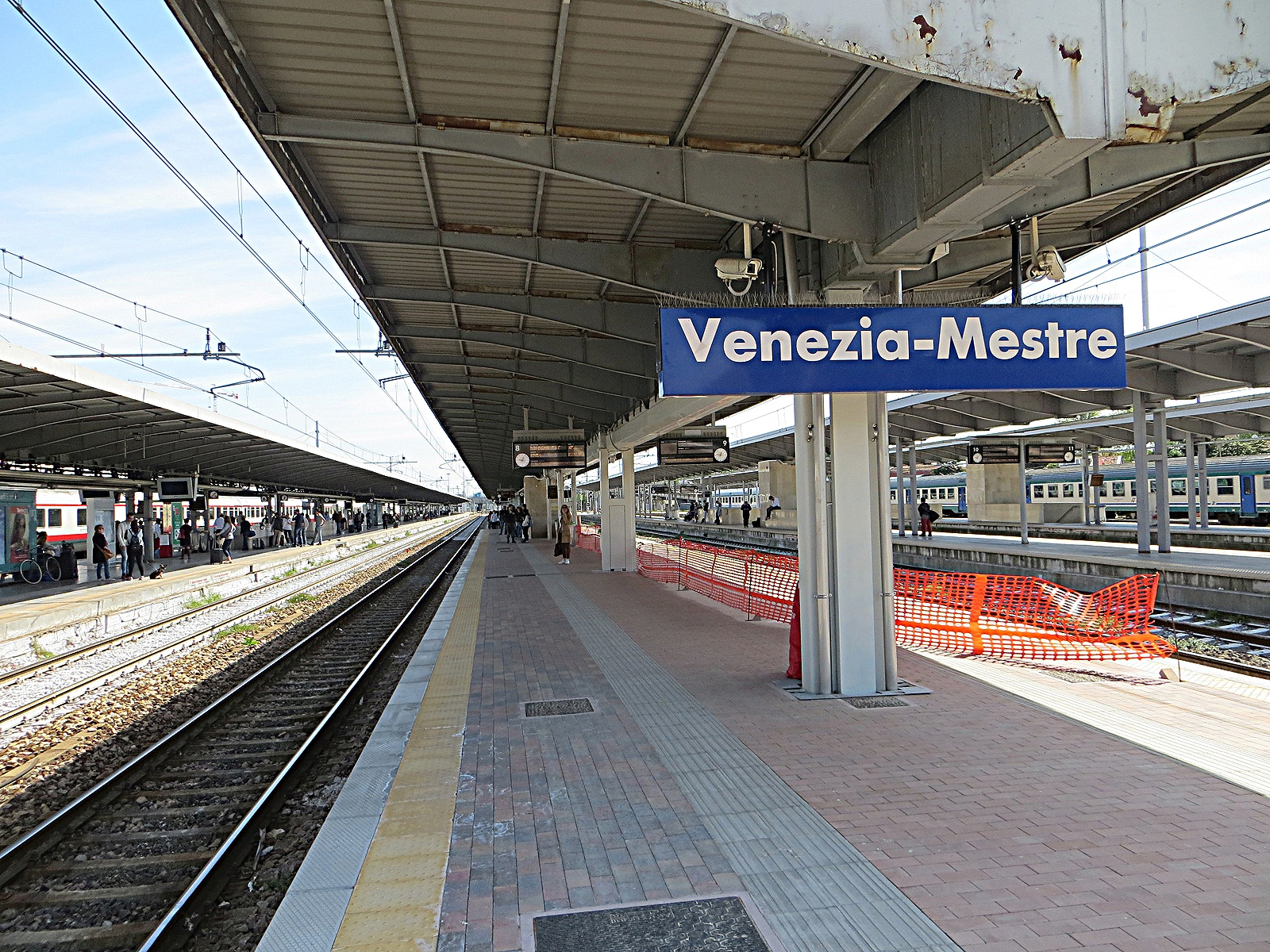
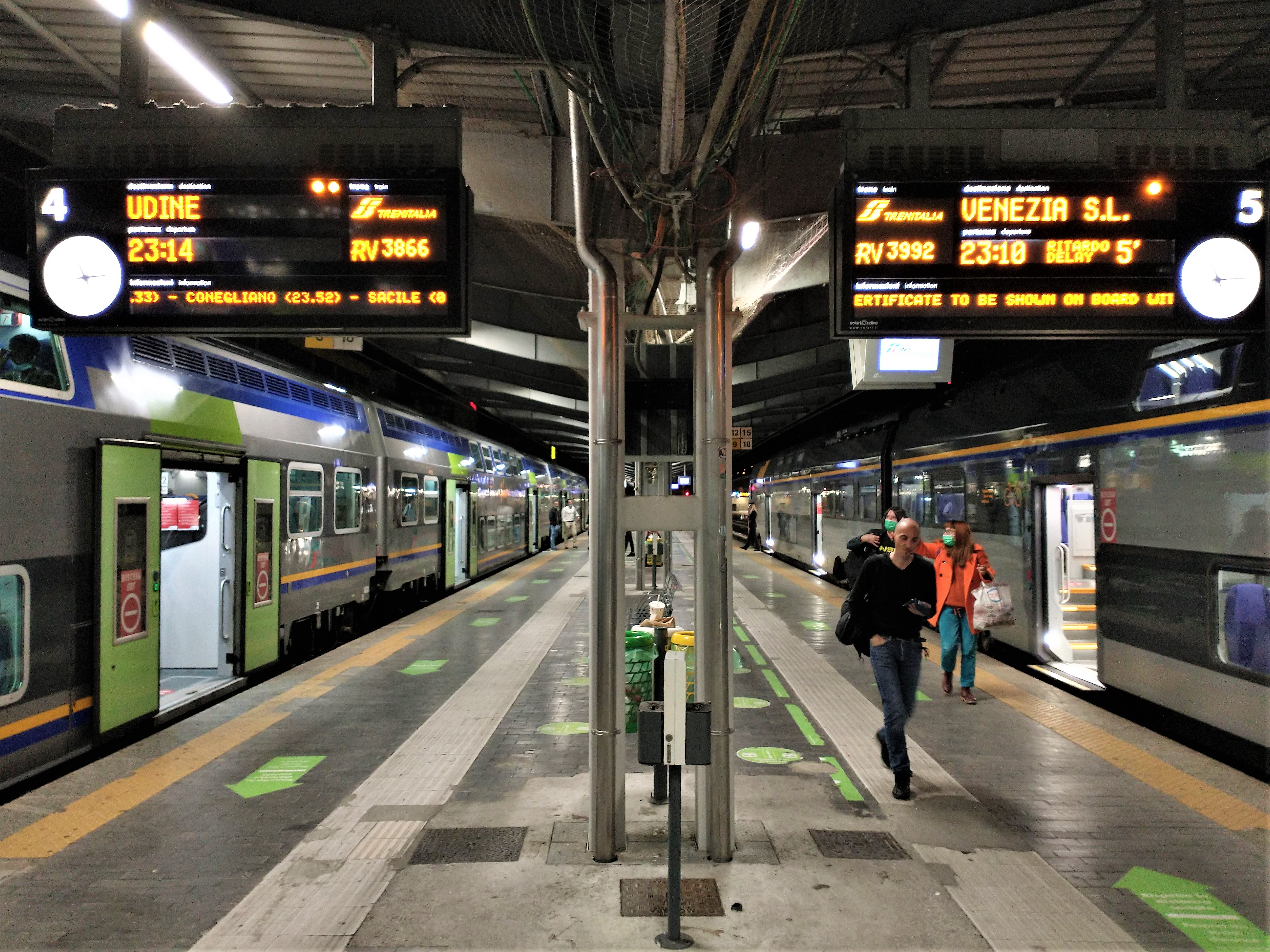
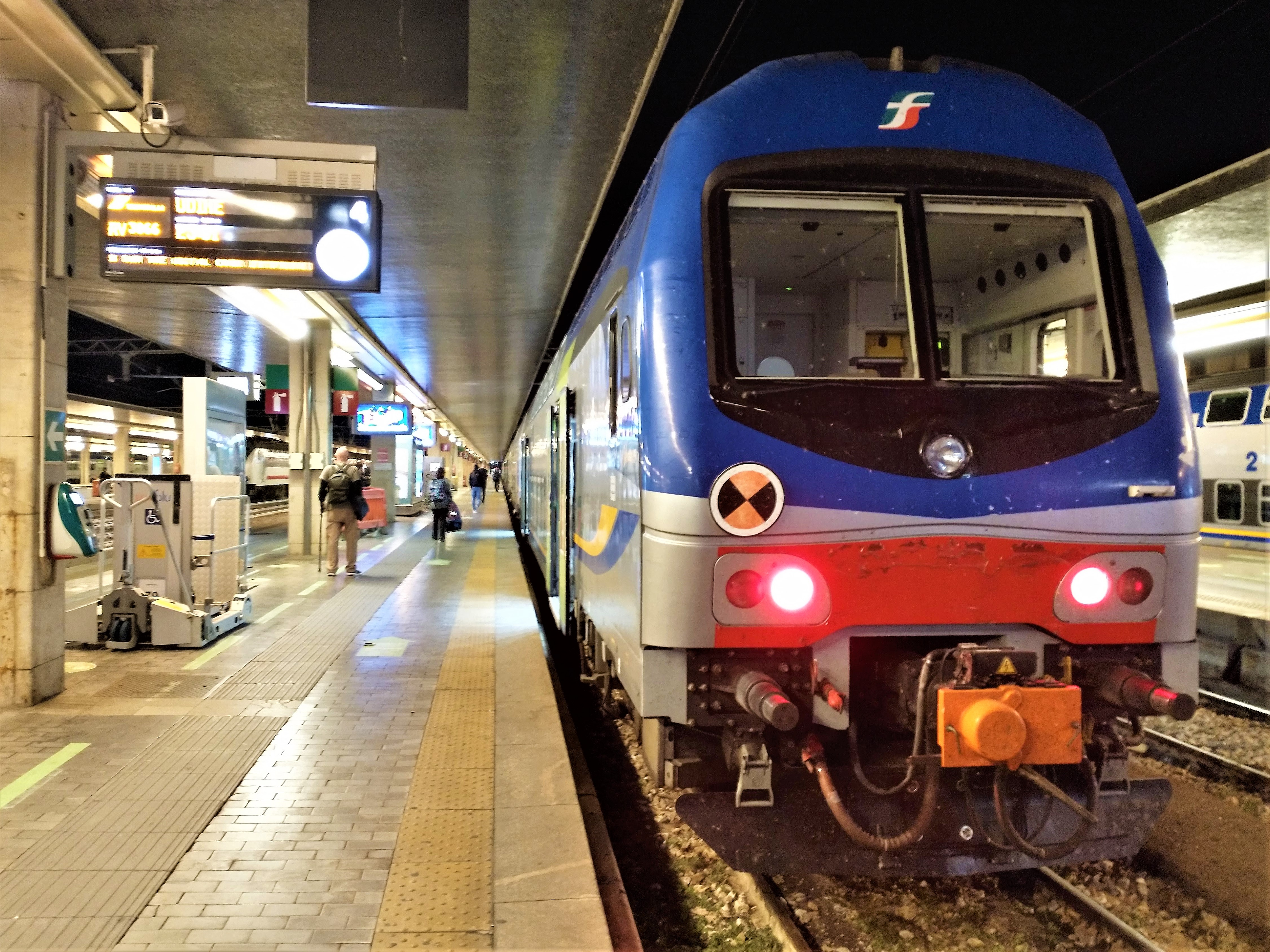